# Władimir Siemieniec
Władimir Iwanowicz Siemieniec (ros. Владимир Иванович Семенец, ur. 9 stycznia 1950 w Wolsku) – radziecki kolarz torowy, mistrz olimpijski oraz czterokrotny medalista mistrzostw świata.

## Kariera
Pierwszy sukces w karierze Władimir Siemieniec osiągnął w 1970 roku, kiedy wspólnie ze Stanisławem Moskwinem, Władimirem Kuzniecowem i Wiktorem Bykowem zdobył brązowy medal w drużynowym wyścigu na dochodzenie podczas mistrzostw świata w Leicester. W 1972 roku wystartował na igrzyskach olimpijskich w Monachium, gdzie wspólnie z Ihorem Cełowalnykowem wywalczył złoty medal w wyścigu tandemów. W parze z Wiktorem Kopyłowem zdobył w tej samej konkurencji srebrne medale na mistrzostwach świata w San Sebastián w 1973 roku oraz na rozgrywanych rok później mistrzostwach w Montrealu. W obu przypadkach lepsi okazali się tylko reprezentanci Czechosłowacji Vladimír Vačkář i Miroslav Vymazal. W wyścigu tandemów podczas mistrzostw w Lecce w 1976 roku partnerował mu Anatolij Jabłunowski, wraz z którym zajął tam trzecie miejsce. Ostatni medal zdobył w parze z Aleksandrem Woroninem na mistrzostwach świata w San Cristóbal w 1977 roku, gdzie reprezentanci ZSRR zajęli drugie miejsce Vačkářem i Vymazalem z Czechosłowacji.